# Prosopocera camerunica
Prosopocera camerunica es una especie de escarabajo longicornio del género Prosopocera, categorizada en la tribu Prosopocerini, de la subfamilia Lamiinae. Fue descrita por Breuning & de Jong en 1941.

## Descripción
Mide 18 mm de longitud.

## Distribución
Se distribuye por Camerún.